# Руазан
Руазан (фр. Roisan, франкопров. Rouèsan) — коммуна в Италии, располагается в автономном регионе Валле-д’Аоста.
Население составляет 978 человек (2008 г.), плотность населения составляет 70 чел./км². Занимает площадь 14 км². Почтовый индекс — 11100. Телефонный код — 0165.
Покровителем коммуны почитается святой мученик Виктор Золотурнский (фр. Victor de Soleure), празднование 30 сентября.

## Демография
Динамика населения:

## Галерея
- Крепкий дом Рэн (фр. Maison forte de Rhins)
- Руазан: часовня
- Руазан: панорама
- Блави (фр. Blavy): храм